# Emma Mundella
Pour les articles homonymes, voir Mundella.
Emma Mundella, née en 1858 et morte le 20 février 1896, est une compositrice et professeure anglaise.

## Biographie
Naturellement douée pour les arts, elle hérite aussi du talent de sa mère et reçoit chez elle sa première éducation musicale ; puis elle est l'élève de Arthur Page pour le piano et l'harmonie. En 1876 elle obtient une bourse scolaire et entre à la National Training School of Music à Kensington, où elle reçoit l'enseignement de professeurs réputés. Elle obtient le diplôme A. R. C. M. (Artium Royal College Master) délivré par le Collège royal de musique (Royal College of Music) de Londres.
Son premier emploi est au St Elphin's Clergy Daughters School à Warrington ; puis elle enseigne à la Wimbledon High School en 1880. En 1893 à Art Students' Home, elle donne une conférence sur L'histoire et l'analyse de la sonate

## Œuvres

### œuvres pour piano, chœur ou orchestre
- Andante and allegro con brio, pour trois violons et pianoforte. Novello, Ewer & Co, 1888.
- March and chorus, de Tannhäuser de Wagner. Arrangé pour le piano et chœur féminin ; Novello & Co, London, 1890.
- Twelve Elementary Duets ; Novello, Ewer & Co, London, 1890.
- The Victory of Song, oratorio pour voix de femmes, violons, harpe et pianoforte, texte de Lewis Morris ; Novello, Ewer & Co, London & New York, 1891.
- Autumn Leaves, cantate pour voix de femmes, texte de JM Scott Moncrieff ; Joseph Williams, London, Edward Schubert & Co, New York, 1892.
- Antigone, interprété par les élèves de Wimbledon High School, 1896. Non publié.
- Three Sketches pour le pianoforte ; Augener & Co, London.

### Hymnes et antiennes
- Day School Hymn Book  Novello, Edwer and Co, 1896 en ligne
- Blessed be the Lord God  Antienne de Noël ;  texte du Gospel of Luke I:68-70 ; Weekes & Co, London, 1883.
- Our God is Lord of the Harvest, antienne ; Novello, Ewer & Co, London & New York, 1886.
- Through Wisdom is an House Builded ; antienne pour soprano et alto, du Livre des Proverbes 24:3 ; Novello, Ewer & Co, London & New York, 1887.
- Praise, O Praise our God and King ; Novello & Co, London & New York, 1894.
- Untitled, écrit pour All Saints' Day, 1895 ; Publication privée d'Emma Mundella

### Chants
- The Holidays, textes de Emma Mundella ; Novello, Ewer & Co, London, 1881.
- Autumn, texte de HG Adams ; Weekes & Co, London, 1883.
- Twelve Children's Songs for Elementary Classes : The Cloud Messengers, Dance and Song, Fairy-Land, Fire Stories, The Flower Girls, Marching, Play-time, The Sea Dream, The Snow Queen, The Swing Song, The Winds, The World. textes de Emma Mundella ; J Curwen & Sons Ltd, London, 1886.
- Flowers, canon pour deux voix. texte de Percie ; Novello, Ewer & Co, London & New York, 1886.
- Ye Spotted Snakes, texte de William Shakespeare ; Novello, Ewer & Co, London & New York, 1886.
- Song of the Mermaids and Mermen, texte de Sir Walter Scott ; Novello & Co, London and HW Gray & Co, New York, 1886.
- The Mad Lover's Song, texte de Thomas John Dibdin ; Weber & Co, London, 1886.
- What the Birds Said, texte de G Macdonald ; Novello & Co, London & New York, 1893.
- Up and Down, texte de MacNaught ; Novello & Co, London & New York, 1893.
- The Desert, carol. texte de Shapcott Wensley ; Novello & Co, London & New York, 1899.
- Journeying ; American Book Company, New York, 1903.
- A River Song ; American Book Company, New York, 1903.

## Jugement
John Stainer, compositeur : « The secret of her extraordinary success and influence lay in the fact that she loved always to do her best because work was to her a privilege as well as a pleasure, and also because she did not teach others from the height of a professional pedestal; she was down amongst their hearts with a loving penetrating sympathy » (le secret de son succès et de son influence réside dans le fiat qu'elle a toujours aimé faire de son mieux, car le travail était pour elle un privilège et une plaisir ; et aussi parce qu'elle n'enseignait pas à ses élèves des hauteurs d'un piédestal professionnel ; elle atteignait leurs cœurs avec une sympathie aimante et pénétrante).